# 卓资县
卓資縣（汉语拼音字母：Juezi Xian），是中華人民共和國內蒙古自治區烏蘭察布市轄下的一個縣。面積3121平方公里。縣人民政府駐卓資山鎮。

## 歷史

### 得名
卓资县得名于当地的卓资山。关于卓资山的名称，一说得名于“卓索图山”（汉语拼音字母：Jôstin Ûûl）；另一说为主流说法，即地名源于汉语，因山顶平似桌子故称“桌子山”，后谐音为“卓资山”。
无论采取哪说，察右卓资山均区别于乌海卓子山（乌海鄂托克卓子山原名也是桌子山），且今日卓资县的蒙语名称均使用汉语音译而非蒙语卓索图山一词。卓索图山与清代和民国初年的卓索图盟仅蒙语名称相同，并不在一处。

### 沿革
清初该地属察哈尔正红旗、镶红旗牧地。乾隆后期因汉族大量迁入，开始蒙汉分治，汉族属宁远、丰镇两厅，蒙古族属正红、镶红、镶蓝旗。民国初年蒙旗改归察哈尔盟，汉人占多数的直隶厅改为县。後绥东四旗和周边各县均划归绥远省。
1945年12月28日，中国共产党领导的绥蒙政府将该地由凉城、丰镇、陶林、集宁四县部分区域析置。因解放军攻占卓资山的战斗为贺龙元帅亲自指挥，而命名为龙胜县。中共建政後，于1952年5月1日将龙胜县改称卓资县。

## 交通
- 110国道、 京藏高速从该县穿过。
- 京包铁路从该县穿过，下辖火车站10个。分别为八苏木站，十八台站，哈拉站，马盖图站，姑家堡站，卓资山站，福生庄站，安居站，三道营站，蒙古营站，旗下营站。
- 呼张客运专线：卓资站

## 气候和农牧业
卓資縣為中溫帶半乾旱季風氣候，近年除了傳統畜牧業外，也使用溫室生產精緻的蔬菜。

## 人口
根據第七次人口普查數據，截至2020年11月1日零時，卓資縣常住人口為85648人。
该地人口外流严重，2004年全县尚有20余万人。卓资县境内的汉语方言主要属于晋语张呼片。

## 行政区划
卓资县下辖5个镇、3个乡：
卓资山镇、旗下营镇、十八台镇、巴音锡勒镇、梨花镇、大榆树乡、红召乡和复兴乡。